# Stories of Survival
Stories Of Survival is het vierde studioalbum van de Amerikaanse punkband Authority Zero. Het werd uitgegeven op 22 juni 2010 door Viking Funeral Records, een onderneming van Suburban Noize Records.

## Nummers
1. "Intro" - 0:18
2. "The New Pollution" - 3:03
3. "A Day to Remember" - 3:51
4. "Brick in the Wave" - 4:01
5. "Get It Right" - 3:16
6. "Big Bad World" - 4:55
7. "Break the Mold" - 2:55
8. "Crashland" - 5:25
9. "Liberateducation" - 3:48
10. "Movement" - 4:10
11. "The Remedy" - 3:06
12. "No Way Home" - 3:03

## Band
- Jason DeVore - zang
- Zach Vogel - gitaar
- Jim Wilcox - drums
- Jeremy Wood - basgitaar